# Pinanga palustris
Pinanga palustris är en enhjärtbladig växtart som beskrevs av Ruth Kiew. Pinanga palustris ingår i släktet Pinanga och familjen Arecaceae. Inga underarter finns listade i Catalogue of Life.